# لین پراید
لین پراید (انگلیسی: Lynn Pride؛ زادهٔ ۱۶ اکتبر ۱۹۷۸) ورزشکار بسکتبال اهل ایالات متحده آمریکا است.
وی در مسابقات کشوری و بین‌المللی در مجموع برندهٔ ۲ مدال طلا، ۱ مدال نقره، ۱ مدال برنز شده‌است.